# Seymour Chatman
Seymour Benjamin Chatman (geboren 30. August 1928; gestorben 4. November 2015) war ein US-amerikanischer Film- und Literaturkritiker.

## Leben
Chatman war Rhetorik-Professor der Universität in Berkeley und gilt als einer der wichtigsten narratologischen Strukturalisten. Er forschte vor allem zu Michelangelo Antonioni und Erzählformen in Literatur und Kino.

## Schriften (Auswahl)
- The Later Style of Henry James. 1972.
- Story and Discourse. Narrative Structure in fiction and Film. 1978.
- Michelangelo Antonioni, or, the Surface of the World. 1986.
- Coming to Terms. The Rhetoric of Narrative in Fiction and Film. 1990.